# Свеучилиште Север
Свеучилиште Север (хрв. Sveučilište Sjever) је државни универзитет који ради у два центра — Вараждину и Копривници. Пети је универзитет по броју студената у Хрватској. Основано је 2015. године спајањем Велеучилишта у Вараждину и Медијског свеучилишта у Копривници, чиме је постао осми државни универзитет у Хрватској.